# Alicja Maławy
Alicja Maławy (ur. 15 lipca 2006) – polska koszykarka, występująca na pozycji środkowej, od 2022 zawodniczka KS Basketu Bydgoszcz.

## Osiągnięcia
Stan na 19 maja 2025, na podstawie, o ile nie zaznaczono inaczej.

### Drużynowe

#### Seniorskie
- Uczestniczka 3x3 Quest (2025) - 3 miejsce
- Uczestniczka Lotto 3x3 Ligi Kobiet (2024)

#### Młodzieżowe
5x5
- Uczestniczka młodzieżowych Mistrzostw Europy U20 2025 (10 miejsce)
- Uczestniczka mistrzostw Polski:
  - juniorek starszych (2023, 2025 – 7. miejsce)[2]
  - kadetek (2021)

3x3
Uczestniczka młodzieżowych mistrzostw:
- Polski:
  - 3x3 U–23 (2024 – 8. miejsce)
  - 3x3 U–17 (2023 – 15. miejsce)
- Wielkopolski 3x3 U–17 (2022 – 16. miejsce, 2023 – 6. miejsce)